# Trentepohlia (Trentepohlia) bellipennis
Trentepohlia (Trentepohlia) bellipennis is een tweevleugelige uit de familie steltmuggen (Limoniidae). De soort komt voor in het Oriëntaals gebied.